# Olof Hiorter
Olof Petrus (Peter) Hiorter (1696-1750), foi um astrónomo sueco. Foi nomeado astrónomo real, e estudou as auroras boreais, juntamente com Anders Celsius.   